# Sweet Bitter Love
Sweet Bitter Love è una raccolta della cantante soul statunitense Aretha Franklin, pubblicata nel 1982 dalla Columbia Records. L'album contiene materiale registrato e pubblicato prima del 1967, consistente in gran parte in standard jazz. 

## Tracce
1. All Night Long – 2:56
2. Ac-cent-tchu-ate the Positive – 2:19
3. Nobody Like You – 2:22
4. Today I Sing The Blues – 2:47
5. Sweet Bitter Love – 3:00
6. Try A Little Tenderness – 3:18
7. Skylark – 2:53
8. Johnny – 3:03
9. God Bless The Child – 3:04
10. If Ever I Would Leave You – 4:08